# Stipe Čelan

Stipe Čelan je bio nogometaš Splita. Igrao je u obje Splitove prvoligaške sezone (1957./58. i 1960./61.). Nastupio je 10 puta.